# 不速之約
《不速之約》（英語：Men with No Shadows）是香港電視廣播有限公司拍攝製作的時裝懸疑劇集，全劇共20集，由潘嘉德擔任監製，由歐陽震華、林峯及楊怡領銜主演，並由姜大偉、黃淑儀、陳國邦、馬賽及黃智雯聯合演出。此劇為2011無綫節目精選第一季劇集之一。

## 劇情
沉迷於藥理研究，後來與所在研究所理念不合，自己單獨開診所的江東健（歐陽震華 飾）是個宅心仁厚，為病人著想的好人。但由於過於痴心於自己的研究，導致他遲遲未遇見合適的對象，直到看到來診所看病的方小芳（楊怡 飾），東健對小芳可謂一見鍾情，想要在合適的日子對小芳一表心意，而小芳陰差陽錯的成為了東健診所的護士。 
　　在一次開車的過程中，東健和別的車相撞，在生命彌留之際，東健對夢中所見的惡魔求情，希望讓他放過自己，讓其完成未完成的事業和感情。再次睜開眼，東健奇跡的存活，再次診病的他遇到了前來看病的人——居然就是事故的另一方邰風（林峰 飾）。最令人驚訝的是，邰風的各項生理特徵表明他已死去，原來他和惡魔簽訂了契約，成為了死亡代理人，前來找東健復仇......

## 演員表

### 江家
| 演員     | 角色     | 關於角色 |
| 白 彪    | 江志達   | 金華喜、宋楚喬之夫 江東健、江惠妹之父 方小芳之家父 |
| 馮素波   | 江金華喜 | 東媽、喜姐 江志達第一任之妻 江東健、江惠妹之母 被宋楚喬針對，後和好 方小芳之家婆 |
| 黃淑儀   | 江宋楚喬 | 宋醫師、阿喬、喬姨 中醫師 患有不育症、畏高症 宋福全之女 宋秀雲之姑姐 江志達第二任之妻 江惠妹之養母 針對金華喜，後和好 江東健之天敵，後和好 |
| 歐陽震華 | 江東健   | Dr. O、OK醫生、阿東 藥研師、診所醫生，於第18集因被邰風陷害而被吊銷牌照一年 江志達、金華喜之子 方小芳之夫（第8集結婚、第17集分居、第20集復合） 江惠妹之兄 文嘉玲之大學師兄兼暗戀對象，後反目 邰風之天敵，後期一直被其操控，於第20集關係開始緩和 間接害死邰風父母 宋楚喬之天敵，後和好 於第12集得知邰风是邰志强之子 |
| 楊 怡    | 方小芳   | 芳芳 醫院註冊護士 患有多元化學敏感症 小產後患上抑鬱症，後康復 唐經天、嫻之私生女 江東健之妻（第8集結婚、第17集分居、第20集復合） 邰風之鍾情對象，被其利用 江志達、金華喜之媳婦 江惠妹之大嫂 被唐紀美琪針對，後和好                                                                                                |
| 馬 賽    | 江惠妹   | 阿妹 診所登記護士 江志達、金華喜之女 宋楚喬之養女 江東健之妹 暗戀邰風 方小芳之姑仔 於第14集得知自己為金華喜之女而非宋楚喬 於第19集成為中醫學院學生 |

### 邰家
| 演員           | 角色     | 關於角色 |
| 魯振順         | 邰志強   | 翁美玉之夫 邰風、邰欣之父 患末期癌症，10年前因受江東健及唐經天拒絕讓其參與第二期試藥計劃而失藥治療致死 |
| 陳安瑩         | 邰翁美玉 | 邰志強之妻 邰風、邰欣之母 10年前因喪夫後燒炭自殺而去世 |
| 羅天宇（青年） | 邰 風    | 本剧终极大反派 Typhoon 自稱「魔鬼」，實為催眠師 藥廠經理助理 邰志強、翁美玉之子 邰欣之兄 喜歡方小芳 利用方小芳、唐永燊 自我催眠以為邰欣已甦醒（第6—19集） 江東健之天敵，後期一直操控他，於第20集關係開始緩和 唐經天之天敵 江惠妹之鍾情對象 於第12集被江东健得知自己是邰志强之子 於第17集買兇暗殺唐經天失敗，並嫁禍江東健 於第20集自首及入獄 |
| 林 峯          | 邰 風    | 本剧终极大反派 Typhoon 自稱「魔鬼」，實為催眠師 藥廠經理助理 邰志強、翁美玉之子 邰欣之兄 喜歡方小芳 利用方小芳、唐永燊 自我催眠以為邰欣已甦醒（第6—19集） 江東健之天敵，後期一直操控他，於第20集關係開始緩和 唐經天之天敵 江惠妹之鍾情對象 於第12集被江东健得知自己是邰志强之子 於第17集買兇暗殺唐經天失敗，並嫁禍江東健 於第20集自首及入獄 |
| 莊錠欣（少年） | 邰 欣    | 欣欣 邰志強、翁美玉之女 邰風之妹 已昏迷十年，於第20集末甦醒 於第6集登場 |
| 黃智雯         | 邰 欣    | 欣欣 邰志強、翁美玉之女 邰風之妹 已昏迷十年，於第20集末甦醒 於第6集登場 |

### 唐家
| 演員   | 角色     | 關於角色 |
| 姜大偉 | 唐經天   | 「宏志藥廠」總裁 唐紀美琪之夫 唐永燊、方小芳之父 嫻之情夫 井家衛、邰風之天敵 間接害死邰風父母 於第17集起患有初期老人癡呆症並險遭邰風買兇殺害，後於同集得知唐永燊出賣，後於同集反目，並於同集和好       |
| 程可為 | 唐紀美琪 | 唐太 唐經天之妻 唐永燊之母 嫻之情敵 針對方小芳，後和好 於第19集遭邰風催眠後掌摑唐經天，並辱罵其有私生女一事，更向其提出離婚，同時破壞唐永燊之訂婚典禮                                                  |
| 陳國邦 | 唐永燊   | Vincent 「宏志藥廠」營業部經理 唐經天、唐紀美琪之子 文嘉玲之夫，於第20集結婚 方小芳之前男友兼同父異母之兄 與井家衛勾結出賣唐經天，後反目 於第15集誣蔑江東健為商業間諜 於第17集被唐經天得知其為商業間諜 |
| 周家怡 | 文嘉玲   | Dr. Man 藥理學家 唐永燊之妻，於第20集結婚並懷孕 江東健之師妹並暗戀他，後反目並誣蔑其為商業間諜 |
| 楊 怡  | 方小芳   | 芳芳 唐經天之私生女 唐永燊之前女友兼同父異母之妹 參見江家 |

### 宋家
| 演員   | 角色   | 關於角色                                                   |
| 胡 楓  | 宋福全 | 退休中醫師 宋楚喬之父 宋秀雲之爺爺 江志達之外父            |
| 黃淑儀 | 宋楚喬 | 宋醫師、阿喬、喬姨 中醫師 宋福全之女 宋秀雲之姑姐 參見江家 |
| 黃紀瑩 | 宋秀雲 | 阿雲、一嚿雲 宋福全之孫女 江志達、宋楚喬之姪女             |

### 「宏志藥廠」
| 演員     | 角色     | 關於角色 |
| 姜大偉   | 唐經天   | 總裁 唐永燊之上司兼父親 江東健之上司 參見唐家 |
| 陳國邦   | 唐永燊   | Vincent 營業部經理 唐經天之子兼下屬 邰風之上司，與其勾結，後反目 受井家衛指示向「家衞藥廠」出賣「宏志藥廠」研發之老人痴呆藥情報 於第15集誣蔑江東健為商業間諜 參見唐家 |
| 歐陽震華 | 江東健   | 藥研醫生 唐經天之下屬 文嘉玲之上司 於第15集被唐永燊及文嘉玲誣蔑為商業間諜而遭辭退 參見江家                                                                            |
| 周家怡   | 文嘉玲   | 藥理學家 江東健之助手並暗戀他 於第15集誣蔑江東健為商業間諜 參見唐家                                                                                                   |
| 林 峯    | 邰 風    | 經理助理，後辭職 唐永燊之下屬，與其勾結，後反目 參見邰家 |
| 鄺佐輝   |          | 高層 |
| 蘇恩磁   | Felix    | 唐經天之秘書 |
| 菁 瑋    | Cherry   | 唐永燊之秘書 |
| 湯俊明   | Dr. Chu  | 醫生 |
| 葉 暐    | Dr. Wong | 醫生 |
| 夏竹欣   | Dr. Poon | 醫生 |
| 張智軒   | Michael  | 職員 唐經天之下屬 |
| 馬貫東   | Peter    | 職員 唐經天之下屬 |
| 阮 兒    | Annie    | 職員 唐經天之下屬 |
| 呂 熙    | Raymond  | 職員 唐經天之下屬 |
| 范彩兒   | Karen    | 職員 唐經天之下屬 |
| 王致迪   | Jimmy    | 職員 唐經天之下屬 |
| 李穎芝   | Grace    | 職員 唐經天之下屬 |
| 陳宛蔚   | Zita     | 職員 唐經天之下屬 |
| 張松枝   | Ben      | 職員 唐經天之下屬 為井家衛收集「宏志藥廠」情報 於第8集被解僱及轉職「家衛藥廠」                                                                                        |
| 陳榮峻   |          | 老臣子 於第2集被解僱 |
| 招石文   |          | 老臣子 於第2集被解僱 |

### 「家衞藥廠」
| 演員   | 角色   | 關於角色                                                                      |
| 駱應鈞 | 井家衞 | 「家衛藥廠」老闆 唐經天之天敵 指使Ben及唐永燊在「宏志藥廠」收集情報           |
| 陳國邦 | 唐永燊 | Vincent 向「家衞藥廠」出賣「宏志藥廠」老人痴呆藥情報 參見唐家                 |
| 陳倩揚 | Iris   | 井家衛助手                                                                    |
| 張松枝 | Ben    | 任職「宏志藥廠」期間為井家衛收集情報 於第8集轉職「家衛藥廠」 參見「宏志藥廠」 |
| 何君誠 | Quinn  | 「家衛藥廠」職員                                                              |

### 其他演員
| 演員   | 角色     | 關於角色                                                                         |
| 潘芳芳 | 潘姑娘   | Auntie Poon 神職人員 方小芳之朋友                                                |
| 林遠迎 | 阿 輝    | 「宋楚喬中醫館」職員                                                             |
| 高俊文 | James    | 嫻之夫 方小芳之繼父                                                              |
| 曾慧雲 | 嫻       | 方小芳之母 James之妻 唐經天之前情婦                                              |
| 劉桂芳 | 張陳鳳儀 | 病人                                                                             |
| 蘇麗明 | 馮 太    | 病人                                                                             |
| 羅鈞滿 |          | 病人                                                                             |
| 朱敏瀚 |          | 病人                                                                             |
| 李君妍 |          | 病人                                                                             |
| 馬詠恩 |          | 病人                                                                             |
| 廖麗麗 |          | 病人                                                                             |
| 孫季卿 |          | 病人                                                                             |
| 彭比得 | 陳偉成   | 病人                                                                             |
| 羅欣羚 |          | 病人                                                                             |
| 尹詩沛 |          | 病人                                                                             |
| 鄭子揚 |          | 病人                                                                             |
| 司徒暉 |          | 病人                                                                             |
| 傅劍虹 |          | 病人                                                                             |
| 魏焌皓 |          | 病人                                                                             |
| 楊英偉 | 藥廠總裁 | 其藥廠被唐經天收購                                                               |
| 郭田葰 |          | 手術科醫生                                                                       |
| 李鴻   |          | 主診醫生                                                                         |
| 黃梓瑋 |          | 護士長 方小芳之上司                                                              |
| 黃梓瑋 | 街坊     |                                                                                  |
| 趙希洛 |          | 見習護士 方小芳之同事 於第5集畢業                                                |
| 謝珊珊 |          | 見習護士 方小芳之同事 於第5集畢業                                                |
| 陳亭嘉 |          | 見習護士 方小芳之同事                                                            |
| 羅欣羚 |          | 見習護士 方小芳之同事                                                            |
| 李君妍 |          | 見習護士 方小芳之同事                                                            |
| 馬詠恩 |          | 見習護士 方小芳之同事                                                            |
| 石天欣 |          | 見習護士 方小芳之同事                                                            |
| 曾 敏  | 蘇安茜   | 見習護士 方小芳之同事                                                            |
| 尹詩沛 |          | 見習護士 方小芳之同事                                                            |
| 鍾志光 | 錢海洋   | 江東健之律師                                                                     |
| 陳偉洪 |          | 實驗室助理                                                                       |
| 鄭子揚 |          | 實驗室助理                                                                       |
| 朱敏瀚 |          | 實驗室助理                                                                       |
| 方紹聰 |          | 實驗室助理                                                                       |
| 劉秉賓 |          | 實驗室助理                                                                       |
| 李興華 |          | 實驗室助理                                                                       |
| 潘宗揚 |          | 實驗室助理                                                                       |
| 司徒暉 |          | 實驗室助理                                                                       |
| 王東泰 |          | 實驗室助理                                                                       |
| 黃耀煌 |          | 實驗室助理                                                                       |
| 楊智朗 |          | 實驗室助理                                                                       |
| 馬貫東 | Peter    | 實驗室助理                                                                       |
| 阮 兒  | Annie    | 實驗室助理                                                                       |
| 李君妍 |          | 實驗室助理                                                                       |
| 石天欣 |          | 實驗室助理                                                                       |
| 馬詠恩 |          | 實驗室助理                                                                       |
| 羅欣羚 |          | 實驗室助理                                                                       |
| 何傲兒 |          | 海報模特兒                                                                       |
| 黃 瑩  |          | 海報模特兒                                                                       |
| 徐 萌  |          | 海報模特兒                                                                       |
| 許碧姬 |          |                                                                                  |
| 方紹聰 |          | 茶餐廰伙計                                                                       |
| 周寶霖 | 江秘書   |                                                                                  |
| 戴志偉 |          | 大學校長                                                                         |
| 潘冠霖 |          | 大學校長之秘書                                                                   |
| 曾健明 |          | 酒樓部長                                                                         |
| 羅君左 | 阿 智    | 醫院病人 患家族遺傳糖尿病 右腳因受細菌感染而被切除                               |
| 鍾鈺精 |          | 記者                                                                             |
| 麥皓兒 |          | 記者                                                                             |
| 曾愛媚 |          | 記者                                                                             |
| 陳珈穎 |          | 記者                                                                             |
| 姚浩政 |          | 記者                                                                             |
| 尹詩沛 |          | 記者                                                                             |
| 黃耀煌 |          | 記者                                                                             |
| 裘卓能 |          | 路人                                                                             |
| 關浩揚 |          | 路人                                                                             |
| 司徒暉 |          | 酒樓客人                                                                         |
| 尹詩沛 |          | 酒樓客人                                                                         |
| 沈愛琳 |          | 服裝售貨員                                                                       |
| 頌 誼  |          | 售貨員                                                                           |
| 鍾 煌  |          | 售貨員                                                                           |
| 孫慧雪 |          | 修甲店店員                                                                       |
| 石天欣 |          | 修甲店店員                                                                       |
| 陳亭嘉 |          | 修甲店店員                                                                       |
| 杜 港  |          | 試藥病人 患有多元化學敏感症 為江東健研製的新藥試藥                               |
| 徐玟晴 |          | 試藥病人 患有多元化學敏感症 為江東健研製的新藥試藥                               |
| 布偉傑 |          | 外國藥研專家                                                                     |
| 喬寶寶 |          | 外國藥研專家                                                                     |
| 林影紅 |          | 護士                                                                             |
| 周麗欣 |          | 護士                                                                             |
| 李君妍 |          | 護士                                                                             |
| 日 伽  |          | 護士                                                                             |
| 林秀怡 |          | 護士                                                                             |
| 曾琬莎 |          | 護士                                                                             |
| 張雪芹 |          | 護士                                                                             |
| 朱維德 |          | 醫生                                                                             |
| 單俊偉 |          | 醫生                                                                             |
| 趙敏通 |          | 醫生                                                                             |
| 賀文傑 |          | 醫生                                                                             |
| 卓 躒  |          | 醫生                                                                             |
| 陳念君 |          | 病人妻子                                                                         |
| 羅欣羚 |          | 侍應                                                                             |
| 方紹聰 |          | 侍應                                                                             |
| 黎桐康 |          | 侍應                                                                             |
| 黃得生 |          | 侍應                                                                             |
| 曾 敏  |          | 井家衛之女助手                                                                   |
| 陳嘉嘉 |          | 方小芳之婦科醫生                                                                 |
| 馬詠恩 | 鋼琴教師 |                                                                                  |
| 梁健平 | Martin   | 江東健之大學同學 心理治療專家 協助方小芳之抑鬱症康復                             |
| 張國洪 |          | 搬運工人                                                                         |
| 鄭世豪 |          | 途人                                                                             |
| 丁樂鍶 |          | 索女                                                                             |
| 劉天龍 |          | 俊男                                                                             |
| 黃俊伸 |          | 井家衛之司機                                                                     |
| 王少萍 | 阿媽     | 因遺下兒子在診所而被江惠妹斥責                                                   |
| 郭卓樺 |          | 職業殺手 受邰風收買欲暗殺江東健，後改為暗殺唐經天 暗殺唐經天失敗，逃跑時被車撞斃 |
| 葉凱茵 |          | 店員                                                                             |
| 陳佩思 |          | 店員                                                                             |
| 張達倫 | Raymond  | 婦科醫生 檢驗方小芳胎兒DNA                                                       |
| 鍾志光 | 陸海洋   | 律師                                                                             |
| 楊智朗 |          | 速遞員                                                                           |
| 陸駿光 |          | CID                                                                              |
| 黃子衡 |          | CID                                                                              |
| 趙國東 |          | CID                                                                              |
| 許明志 |          | 郵差                                                                             |
| 江 漢  | 任志森   | 醫生兼聆訊委員會主席                                                             |
| 蔡康年 | 蘇大同   | 精神科醫生                                                                       |
| 邵卓堯 |          | 委員                                                                             |
| 梁舜燕 |          | 法律顧問                                                                         |
| 沈可欣 |          | 秘書                                                                             |
| 黃鳳   |          | 婦人                                                                             |
| 李啟傑 |          | 水手                                                                             |
| 謝卓言 |          | 侍應                                                                             |
| 梁珈詠 |          | 新聞報道員                                                                       |
| 楊潮凱 |          | 青年                                                                             |

## 記事
- 2010年2月24日：此劇於12:30在將軍澳電視廣播城一廠停車場舉行試造型記者會。[1]
- 2010年3月3日：此劇於13:00在將軍澳電視廣播城十五廠舉行開鏡拜神儀式。[2]
- 2011年9月30日：由於《九江十二坊》20:30至22:30播出兩小時大結局，此劇暫停播映。

## 軼事
- 此劇原定由2011年5月16日晚上8時30分播映，後被抽起並改播《花花世界花家姐》；及後延至同年7月25日晚上8時30分播映，惟再次被抽起並改播《紫禁驚雷》。直至同年9月12日晚上9時30分才正式首播。
- 此劇是林峯和楊怡繼《吾係差人》、《創世紀》、《美味情緣》、《流金歲月》、《再生緣》、《大唐雙龍傳》、《Yummy Yummy》、《布衣神相》、《溏心風暴》、《溏心風暴之家好月圓》及《談情說案》後第十二度合作。也是林峯繼《流金歲月》後再度飾演反派。
- 此劇是姜大衛的告別之作、之後轉投至香港電視網絡；其後於2014年再重返無綫電視，翌年復出後首部的劇集為《公公出宮》。
- 此劇為羅君左生前的最後遺作。

## 收視
以下為本劇於香港無綫電視翡翠台、高清翡翠台之收視紀錄：
| 週次 | 集數  | 日期                  | 平均收視 | 最高收視 | 百分比 |
| 1    | 01-05 | 2011年9月12日-9月16日 | 26點     | 30點     |        |
| 2    | 06-10 | 2011年9月19日-9月23日 | 26點     |          |        |
| 3    | 11-14 | 2011年9月26日-9月29日 | 28點     | 35點     |        |
| 4    | 15-20 | 2011年10月3日-10月7日 | 29點     | 36點     |        |

- 《不速之約》兩小時的大結局（第19-20集）收視平均32點、最高36點。

### 無線MyTV劇集重溫點擊
- 《不速之約》在MyTV網上劇集重温首集播映的點擊率（達103215次）亦成2011年的最高紀錄[3]。

## 獎項

### MY AOD我的最愛頒獎典禮2011
| 獎項                       | 獲奬單位   |
| -------------------------- | ---------- |
| 「我的最愛十五大電視角色」 | 林峯－邰風 |

## 外部連結
- 《不速之約》 encoreTVB線上看 （页面存档备份，存于）